# Cedar Point (Kansas)
Pour les articles homonymes, voir Cedar Point (homonymie).
Cedar Point est une municipalité américaine située dans le comté de Chase au Kansas. Lors du recensement de 2010, sa population est de 28 habitants.

## Géographie
Cedar Point se trouve dans le centre-est du Kansas, sur la Cottonwood River (en), au nord-est de Wichita et au sud-ouest d'Emporia.
La municipalité s'étend sur 0,08 mille carré (0,21 km2).

## Histoire
O. H. Drinkwater s'implante à la confluence de la Cottonwood (en) et de la Cedar Creek en 1857. Cinq ans plus tard, il y ouvre un bureau de poste sous le nom de Cedar Point,. La localité, un temps appelée Cedar Grove, doit son nom à ses bosquets de cèdres (en anglais : cedar groves),.
Le moulin construit par Drinkwater et son associé P. P. Schriver à partir de 1871 est inscrit au Registre national des lieux historiques,.

## Démographie
Cedar Point est une municipalité peu peuplée, comptant une vingtaine d'habitants.
Selon l'American Community Survey de 2018, sa population est métisse à 80 % et particulièrement jeune, la moitié de ses habitants ayant moins de 5 ans. Bien que son revenu médian par foyer soit relativement faible (35 000 dollars contre 57 422 dollars au Kansas et 60 293 dollars aux États-Unis), son taux de pauvreté est nul (contre 12 % et 11,8 %),.